# Фест, Антон
Антон Франц Оскар Фест (нем. Anton Franz Oskar Fest; 29 декабря 1908, Лимбург, Германская империя — 27 января 1998, Ахен, Германия) — немецкий юрист, оберштурмбаннфюрер СС, руководитель полиции безопасности и СД в Сараево.

## Биография
Антон Фест родился 29 декабря 1908 года. После окончания школы изучал право в университетах Гёттингена и Йены. 22 апреля 1933 года вступил в НСДАП (билет № 2758105). В том же году присоединился к Штурмовым отрядам (СА). 1 марта 1934 года был зачислен в ряды СС (№ 228521). В том же году защитил диссертацию на тему ответственности продавца при продаже ценных бумаг и получил докторскую степень по праву. Затем он работал в окружном суде в Галле. В 1936 году был переведён в Кобленц и ему был присвоен чин правительственного асессора. В начале 1938 году пошёл на работу к начальнику окружного управления в Миндене.
В 1938 году поступил на службу в полицейское управление в Берлине. Здесь он был принят в гестапо. По рекомендации начальника гестапо в Билефельде Густава фом Фельде он был переведён в государственной полицейское управление в Билефельде. Осенью 1938 года стал начальником гестапо в Билефельде. В декабре 1939 года был переведён в Шнайдемюль и до июня 1940 года возглавлял там отделение гестапо. С лета 1940 года работал в Копенгагене в отделе уполномоченного по делам управления внутренних дел немецкого оккупационного режима. После двух лет работы был назначен полицейским атташе в Дании со штаб-квартирой в Копенгагене. Он выполнял эти обязанности, пользуясь дипломатическим иммунитетом через министерство иностранных дел в Берлине, до осени 1943 года. Здесь, как представитель полиции безопасности и СД, он отвечал за «наблюдение за поведением всех немцев, проживающих в данной стране, имеющих судимость, находящихся под политическим подозрением и эмигрировавших.»
В сентябре 1943 года стал руководителем полиции безопасности и СД в Сараево. В феврале того же года Франц Абромайт был направлен туда из отдела по еврейским вопросам IV B4 в Главном управлении имперской безопасности (РСХА) в качестве руководителя отделения данного ведомства в Сараево. С ноября 1943 года был заместителем командира айнзацкоманды 11a «Сараево» в составе айнзацгруппы E и позже сменил Рудольфа Корндёрфера. В апреле 1945 года бежал в Австрию. 16 мая 1945 года был арестован в Фёклабрукке американскими войсками. 28 июня 1945 года он был доставлен в центр допросов третьей армии США.
Во время пленения был неоднократно подвергнут допросам и 2 декабря 1947 года был передан югославским властям. После вынесения судебного приговора он отбывал наказание в югославской тюрьме. В 1953 году был освобождён и вернулся в Германию. В 60-х годах жил в Ахене. Умер в 1998 году.